# Pithecopus megacephalus
Espèce
Synonymes
- Bradymedusa megacephala Miranda-Ribeiro, 1926
- Phyllomedusa megacephala (Miranda-Ribeiro, 1926)

Statut de conservation UICN

 DD  : Données insuffisantes
Pithecopus megacephalus est une espèce d'amphibiens de la famille des Phyllomedusidae.

## Répartition
Cette espèce est endémique du Minas Gerais au Brésil. Elle se rencontre  à Jaboticatubas dans la Serra do Cipó. 

## Publication originale
- Miranda-Ribeiro, 1926 : Notas para servirem ao estudo dos gymnobatrachios (Anura) brasileiros. Arquivos do Museu Nacional Rio de Janeiro, vol. 27, p. 1-227.